# Stadtbezirk 10 (Düsseldorf)
Der Stadtbezirk 10 ist einer von zehn Stadtbezirken der nordrhein-westfälischen Landeshauptstadt Düsseldorf. Er umfasst dabei die Stadtteile Garath und Hellerhof. Die Form der Stadtbezirke zur Gliederung der Stadt Düsseldorf wurde 1975 eingeführt. Der Sitz der Bezirksverwaltung befindet sich in der Bezirksverwaltungsstelle an der Frankfurter Straße in Garath.
Im Gegensatz zu anderen nordrhein-westfälischen Großstädten wie zum Beispiel Köln oder Duisburg verfügen die Stadtbezirke in Düsseldorf nicht über Eigennamen, sondern werden lediglich mit einer Ziffer bezeichnet.
Nach der letzten Kommunalwahl im September 2020 verfügt die CDU über 6 Sitze, die SPD über 5, die Grünen über 3; die Linke, die AFD, und die Freien Wähler jeweils über 1 Sitz.

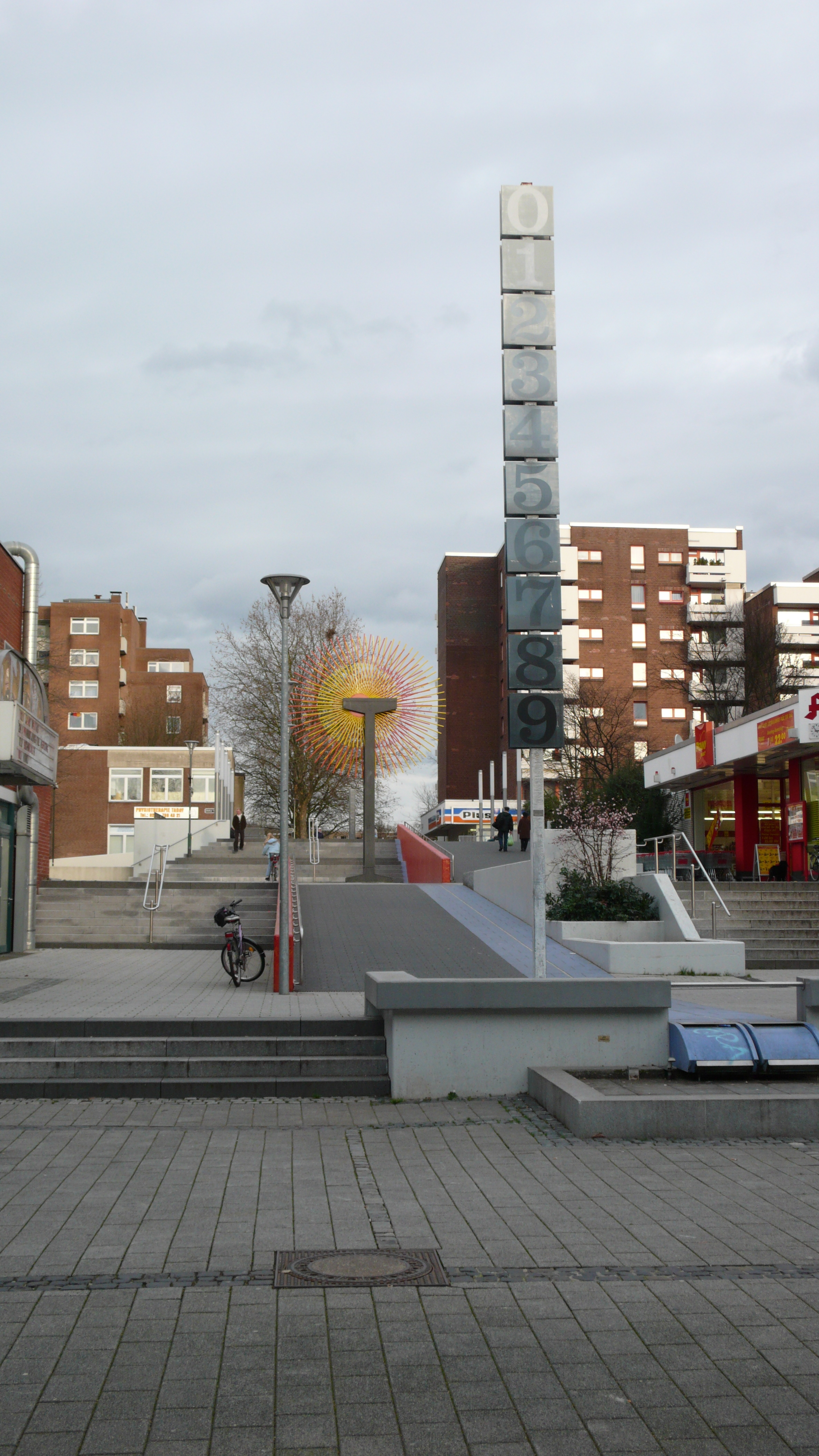
Plastik-Countdown in Garath
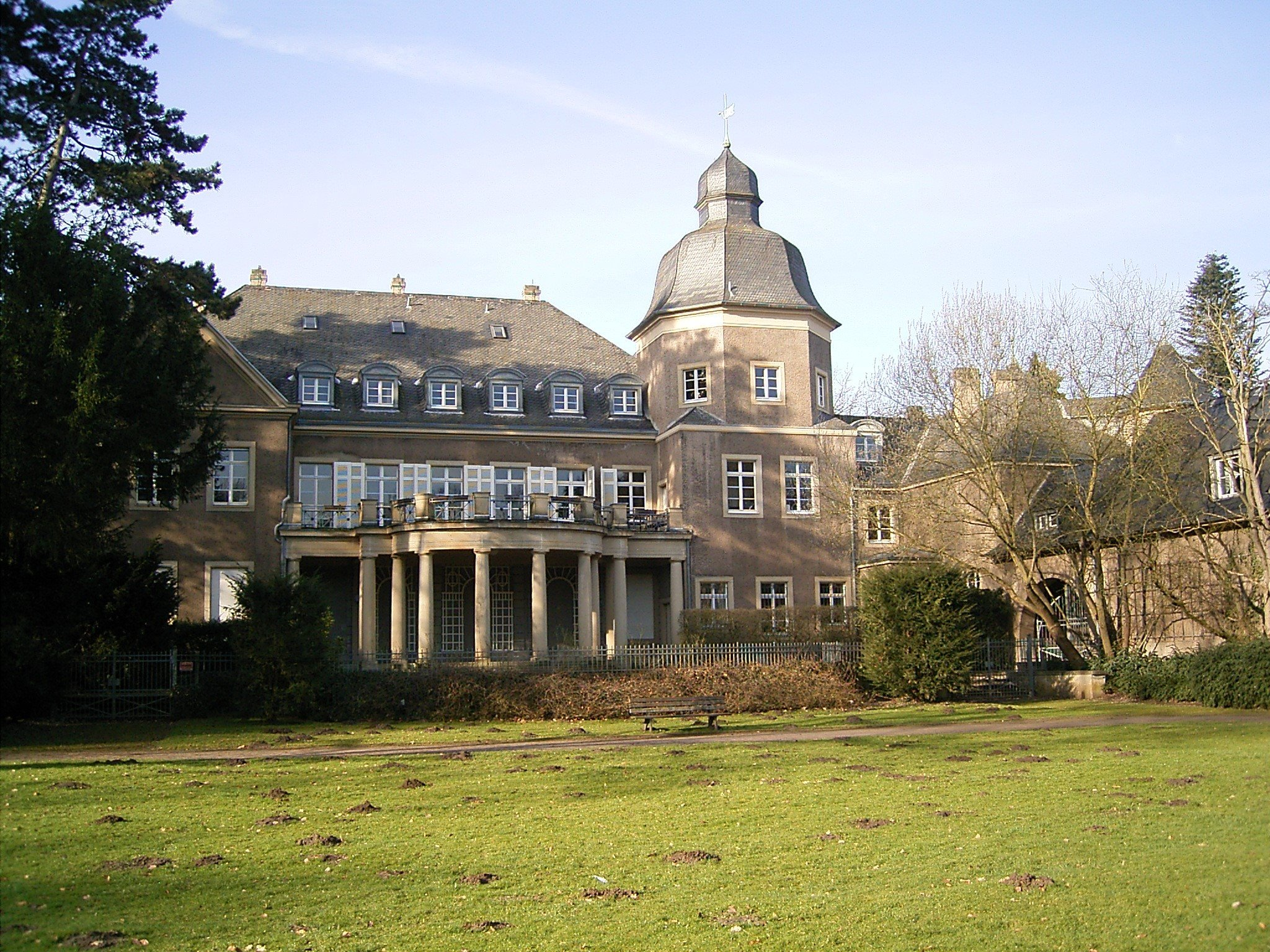
Schloss Garath
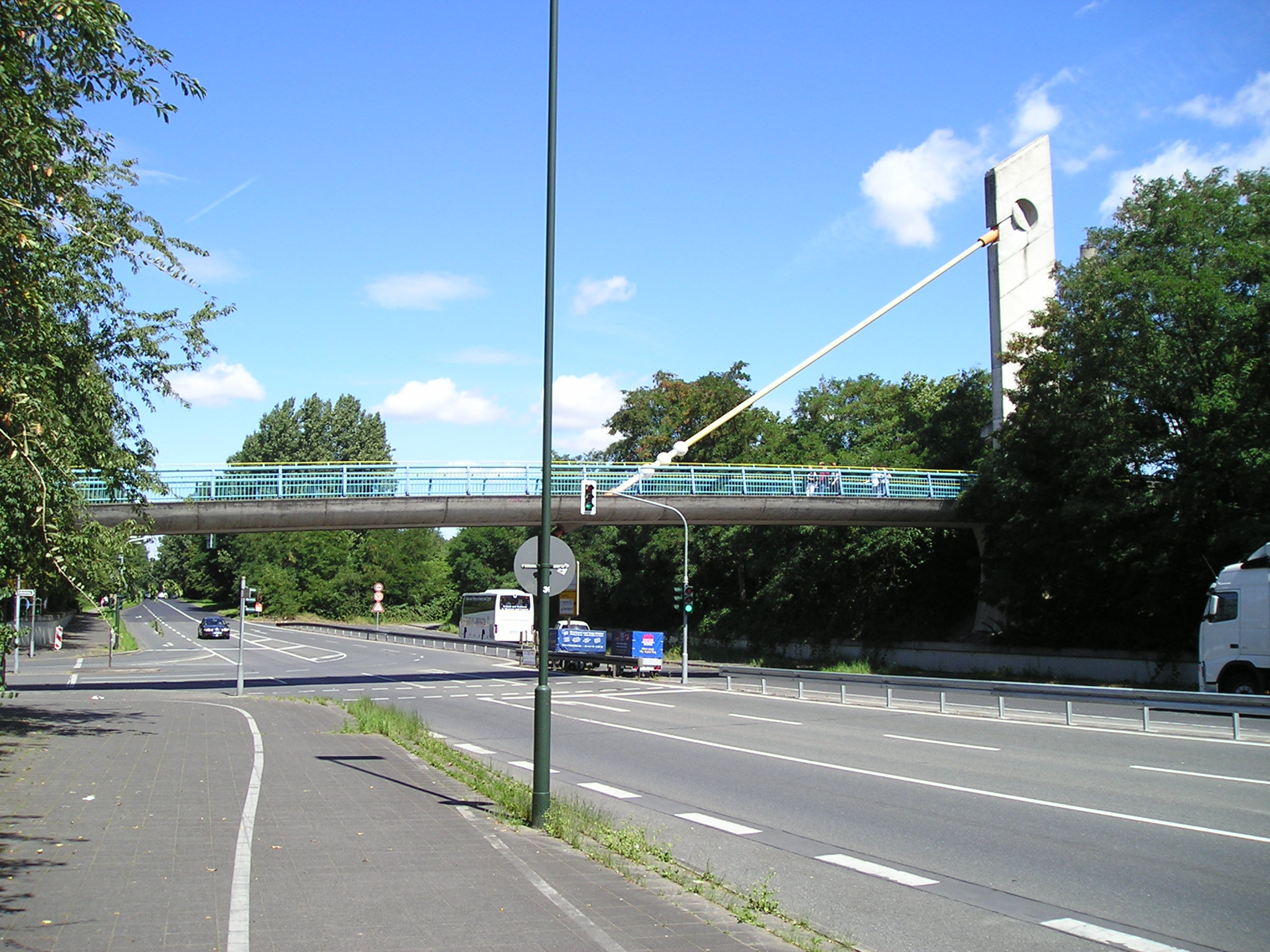
Überführung in Hellerhof

## Politik
| Sitzverteilung in der Bezirksvertretung Stadtbezirk 10 Düsseldorf 2020Insgesamt 18 Sitze - Linke: 1 - SPD: 5 - Grüne: 3 - F.W.G.: 1 - CDU: 6 - FDP: 1 - AfD: 1 Bezirksvertretungswahl 2020in Prozent %403020100 30,125,217,09,97,05,43,71,7 CDUSPDGrüneAfDF.W.G.FDPLinkeSonst.Gewinne und Verlusteim Vergleich zu 2014 %p 10 8 6 4 2 0 −2 −4 −6 −8−10−7,5−9,1+9,3+9,9+0,3+2,4−3,0−2,2CDUSPDGrüneAfDF.W.G.FDPLinkeSonst. |